# لائحة الحوكمة المؤقتة في المناطق القبلية الاتحادية
لائحة الحوكمة المؤقتة في المناطق القبلية لعام 2018 كانت عبارة عن قانون وقعه رئيس باكستان في 28 مايو 2018، والذي يحل محل لوائح جرائم الحدود ويحدد كيفية إدارة المناطق القبلية الخاضعة للإدارة الاتحادية «في إطار زمني مدته سنتان» حيث اندمجت المنطقة مع خيبر بختونخوا من خلال تمرير التعديل الحادي والثلاثين لدستور باكستان.
تم التوقيع على اللائحة بموجب المادة 247 من دستور باكستان والتي كان من المقرر إلغاؤها بموجب التعديل الحادي والثلاثين، الذي وقع عليه الرئيس في 31 مايو 2018.

## تفاصيل
حولت اللائحة مكتب الوكيل السياسي إلى مكتب نائب المفوض، ومساعد الوكيل السياسي إلى مساعد المفوض. يتم استبدال الوكالات القبلية بالمناطق وتصبح المناطق الحدودية أقسامًا فرعية. يتم الاحتفاظ بمؤسسة جركة باعتبارها مجلس الحكماء. تعطي اللائحة الأسبقية لـ «الوجيه» التي يحددها مجلس الحكماء. يحظر إنشاء قرى أو قرى جديدة أو إنشاء أبراج أو أسوار على حدود الدولة دون إذن نائب المفوض. يتمتع الحاكم بصلاحية إعادة توطين المستوطنات بالقرب من الحدود،  طالما أنه يقوم بتعويض السكان.
لم يتم ذكر قانون المحكمة العليا (تمديد الولاية القضائية للمناطق القبلية الخاضعة للإدارة الاتحادية) لعام 2018 في اللائحة.

## استقبال
قال فرحت الله بابر، زعيم حزب الشعب الباكستاني، إن اللائحة المؤقتة يجب أن تعرض على البرلمان الباكستاني لمناقشتها قبل الموافقة عليها. وذكر أيضًا أن اللائحة يجب أن تحتوي على شرط انقضاء.